# (1148) Rarahu
(1148) Rarahu es un asteroide perteneciente al cinturón de asteroides descubierto el 5 de julio de 1929 por Aleksandr Deich desde el observatorio de Simeiz en Crimea.
Es la palabra tahitiana para chica.
Rarahu forma parte de la familia asteroidal de Eos.